# Laura Gatti
Laura Gatti (* 10. August 1979 in San Marino) ist eine ehemalige san-marinesische Tennisspielerin.

## Karriere
Gatti zählt zu den erfolgreichsten Tennisspielerinnen in der Sportgeschichte der Republik San Marino.
In ihrer Jugend nahm sie in den Jahren 1994 bis 1996 an wenigen ITF-Jugendturnieren teil.
Beim Fed Cup bestritt sie bei der einzigen Teilnahme San Marinos in der Saison 1997 insgesamt fünf Begegnungen. Sie gewann eine ihrer fünf Einzelpartien sowie eine ihrer fünf Doppelpartien.